# Evangelický kostel (Dúbravka)
Evangelický kostel v Dúbravce je druhou nejmladší sakrální stavbou v městské části Dúbravka. Nachází se na ulici Mikuláše Schneidera Trnavského naproti obchodnímu centru.
Kostel byl postaven v 80. letech 20. století po ukončení výstavby sídliště Dúbravka. Původně byl využíván jako oddací síň. Evangeličtí věřící, hlavně z Dúbravky, Karlovy Vsi, Lamače a Devínské Nové Vsi ho začali používat od roku 1995, kdy se stal místem konání pravidelných bohoslužeb. V roce 2003 přešel do vlastnictví evangelické církve. V roce 2006 generální biskup Július Filo posvětil novou křtitelnici, která je z bílého mramoru a má symbolický osmiúhelníkový tvar motivovaný obsahem raně křesťanského učení a tradic. V interiéru se nachází čtyřmetrový dřevěný kříž a textilní obraz Credo.
V současnosti je kostel centrem evangelických věřících čtvrtého bratislavského obvodu.